# Пак Ён Сик
Пак Ён Сик (род. 1950, КНДР)— военный, партийный и государственный деятель КНДР. С 2015 по 2018 год — министр народных вооружённых сил КНДР. Генерал армии.

## Биография
Работал в Министерстве государственной безопасности КНДР и возглавлял комиссию по поиску без вести пропавших японских граждан. Служил первым заместителем начальника Главного политического управления Корейской народной армии.
С 15 апреля 2009 года — генерал-майор. В апреле 2014 года получил звание генерал-полковника.
С июля 2015 по июнь 2018 года был министром народных вооружённых сил КНДР. Генерал армии.

## Воинские звания
| генерал-майор | генерал-полковник | генерал армии |
| ------------- | ----------------- | ------------- |
|               |                   |               |
| 2009          | 2014              | 2015          |